# Hanns Albin Rauter
Pour les articles homonymes, voir Rauter.
Johann Baptist Albin Rauter (4 février 1895 – 24 mars 1949) était un militaire autrichien qui occupa le poste de chef supérieur de la SS et de la Police (HSSPf) — c'est-à-dire le plus haut responsable de la SS et de la police — dans les Pays-Bas occupés entre 1940 et 1945. Il rendait compte à Heinrich Himmler et Arthur Seyss-Inquart. Après la Seconde Guerre mondiale, il fut condamné pour crimes contre l'humanité et fusillé par un peloton d'exécution.

## Jeunesse et formation
Né à Klagenfurt, Rauter acheva le lycée en 1912 et entama des études d'ingénieur à l'université technique de Graz. Lorsqu'éclata la Première Guerre mondiale, Rauter se porta volontaire pour servir dans l'armée austro-hongroise. Il servit au sein d'un Gebirgsschützenregiment (régiment de troupes de montagne) et fut rendu à la vie civile en 1919 en ayant atteint le grade de Oberleutnant (lieutenant). Rauter prit part au Kärntner Freiheitskampf (le combat carinthien pour la liberté) de 1919 et de mai à juillet 1921, il combattit les communistes et les Polonais au sein du corps franc de l'Oberland (de) en Haute-Silésie.
Rauter rencontra Adolf Hitler pour la première fois en 1929 et rejoignit le mouvement national-socialiste en Autriche. Ses incursions en Autriche le forcèrent à fuir en Allemagne en 1933, où il devint membre de la section du NSDAP pour l'Autriche. Il devint un membre des SA et fut un membre actif dans la planification d'actions illégales du NSDAP en Autriche. En 1935, il quitta la SA pour entrer dans la SS. Jusqu'en 1940, il fut le commandant de la section Sud-Est de la SS à Breslau.

## Actions aux Pays-Bas occupés
En mai 1940, il fut nommé Generalkommissar für das Sicherheitswesen (commissaire général des forces de sécurité) et Höhere SS-und Polizeiführer pour les Pays-Bas occupés. À ce poste de chef de la police et de commandant des SS pour les Pays-Bas, Rauter fut responsable de la déportation de 110 000 Juifs hollandais vers les camps de concentration nazis (6 000 en revinrent) et de la répression de la Résistance néerlandaise. Il fit déporter 300 000 Néerlandais en Allemagne aux fins du travail forcé. C'est lui qui ordonna la sanglante répression de la Grève de février le 26 février 1941 ; les autorités occupantes mirent fin à cette grève en déclarant l'état d'urgence et en procédant à des exécutions sommaires. 
Au cours de l'opération alliée sur Arnhem pendant l'opération Market Garden, Rauter commanda le Kampfgruppe Rauter (groupe de combat Rauter) qui mena des opérations dans la zone de la Veluwe et à proximité des ponts sur l'IJssel. Le Kampfgruppe Rauter était alors composé de la division Landstorm Nederland, du Wachbataillon Nordwest et d'un régiment de policiers de l'Ordnungspolizei. Après que l'assaut sur Arnhem eut été repoussé, Rauter se vit confier le commandement du front de la Meuse avec le grade de général de la Waffen-SS.
En mars 1945, il fut grièvement blessé par une attaque de la résistance intérieure néerlandaise à Woeste Hoeve dans la région de Veluwe. En représailles, les Allemands passèrent par les armes 117 prisonniers politiques sur les lieux mêmes de l'attaque, quarante-neuf au camp de concentration d'Amersfoort, trente-huit à La Haye, cinquante-trois à Amsterdam et six à Utrecht. Cette attaque était le fruit d'un hasard ; la Résistance n'avait cherché qu'à détourner un camion de vivres. En lieu et place du véhicule attendu, c'est la BMW de Rauter qui fut interceptée par des partisans revêtus d'uniformes allemands. Cependant, Rauter venait tout juste d'émettre une directive disposant que les patrouilles allemandes ne devait plus arrêter aucun véhicule militaire allemand et une fusillade éclata. Ses compagnons de route furent tous abattus mais Rauter feignit la mort et survécut. C'est une patrouille allemande qui le trouva et le transféra à l'hôpital où il demeura jusqu'à son arrestation par la police militaire britannique après la cessation des hostilités.

## L'après-guerre
Rauter fut remis aux autorités néerlandaises légales par les Britanniques et fut jugé par un tribunal spécial à La Haye qui le condamna à la peine de mort. La peine fut confirmée par une cour d'appel le 12 janvier 1949. Le procès fut filmé ; Rauter y nie toute responsabilité de crimes de guerre. 
Il fut fusillé près de Schéveningue le 24 mars 1949 ; le lieu de sa sépulture est tenu secret.